# Angela Aames
Angela Aames, właśc. Lois Marie Tlustos (ur. 27 stycznia 1956 w Pierre, zm. 27 listopada 1988 w West Hills, Los Angeles) – amerykańska aktorka filmów klasy B i fotomodelka.

## Życiorys
Urodziła się w Pierre w stanie Dakota Południowa jako córka Lillian Rebeki Mundorf Tlustos i George’a E. Tlustosa. Uczyła się na Uniwersytecie Dakoty Południowej, jednak zakończyła studia w 1978, aby wyjechać do Hollywood i rozpocząć karierę aktorską. Studiowała w Lee Strasberg Theatre and Film Institute.
Debiutowała na ekranie w roli małej pastereczki w komedii erotycznej fantasy Bajki (Fairy Tales, 1978) z Linneą Quigley (jako Śpiąca królewna). Następnie znalazła się w obsadzie komediodramatu sportowego Roberta Aldricha Damy na ringu (...All the Marbles, 1981) u boku Petera Falka, dramatu gangsterskiego Briana De Palmy Człowiek z Blizną (Scarface, 1983) z Alem Pacino, komedii Wieczór kawalerski (Bachleor Party, 1984) z Tomem Hanksem i horroru fantastycznonaukowego Jima Wynorskiego Roboty śmierci (Chopping Mall, 1986).

## Życie prywatne
27 czerwca 1987 zawarła związek małżeński z Markiem Haughlandem.

### Śmierć
27 listopada 1988 Angela Aames w wieku 32 lat została znaleziona martwa w domu swojego przyjaciela w West Hills, dzielnicy Los Angeles, w San Fernando Valley. Koroner orzekł zgon na skutek zawału serca, wywołanego najprawdopodobniej wirusem.

## Filmografia

### Filmy
| Rok  | Tytuł                                                             | Rola                                  | Reżyser                                    |
| ---- | ----------------------------------------------------------------- | ------------------------------------- | ------------------------------------------ |
| 1978 | Fairy Tales                                                       | mała pastereczka                      | Harry Hurwitz                              |
| 1979 | H.O.T.S.                                                          | Boom-Boom Bangs                       | Gerald Seth Sindell                        |
| 1980 | The Comeback Kid (TV)                                             | Sherry                                | Peter Levin                                |
| 1980 | Tegoroczna blondynka (This Year’s Blonde, TV)                     | blondynka na basenie                  | John Erman                                 |
| 1981 | Wielka pogoń za balonem (Charlie and the Great Balloon Chase, TV) | dziewczyna gangstera                  | Larry Elikann                              |
| 1981 | Damy na ringu (...All the Marbles)                                | Louise, dziewczyna w pokoju Harry’ego | Robert Aldrich                             |
| 1981 | Doskonała kobieta (The Perfect Woman, TV)                         | cheerleaderka / królowa husky         | Robert Emenegger, Allan Sandler            |
| 1982 | Boxoffice                                                         | Starlet Suzi                          | Josef Bogdanovich                          |
| 1983 | Człowiek z Blizną (Scarface)                                      | kobieta w Babylon Club                | Brian De Palma                             |
| 1984 | The Lost Empire                                                   | Heather McClure                       | Jim Wynorski                               |
| 1984 | Wieczór kawalerski (Bachelor Party)                               | Pani Klupner                          | Neal Israel                                |
| 1985 | Nowe rządy (Basic Training)                                       | Cheryl                                | Andrew Sugerman                            |
| 1986 | Roboty śmierci (Chopping Mall)                                    | Panna Vanders                         | Jim Wynorski                               |
| 1988 | Flex                                                              |                                       | Harry Grant, Pat Domenico, Sally Marschall |

### Seriale
| Rok        | Tytuł                                             | Rola             | Uwagi                                                                                 |
| ---------- | ------------------------------------------------- | ---------------- | ------------------------------------------------------------------------------------- |
| 1979       | Angie                                             | Babs             | odc.: „Gracz” („The Gambler”)                                                         |
| 1979, 1981 | B.J. and the Bear                                 | Honey / Charisse | 5 odcinków                                                                            |
| 1980       | Mork i Mindy (Mork & Mindy)                       | dziewczyna       | odc.: „Wakacje Morka” („Mork’s Vacation”)                                             |
| 1981       | Posterunek przy Hill Street (Hill Street Blues)   | wdowa w żałobie  | odc.: „Nigdy nie obiecywałem ci róży, Marvin” („I Never Promised You a Rose, Marvin”) |
| 1982       | Zdrówko (Cheers)                                  | Brandee          | odc.: „Kobieta Sama” („Sam’s Women”)                                                  |
| 1983       | Statek miłości (The Love Boat)                    | Laurie Jeffers   | odc.: „Fountain of Youth/Bad Luck Cabin/Uncle Daddy”                                  |
| 1985       | Santa Barbara                                     | Geraldine (Geri) | 2 odcinki                                                                             |
| 1985       | Hardcastle i McCormick (Hardcastle and McCormick) | dziewczyna       | odc.: „Conventional Warfare”                                                          |
| 1987       | The Dom DeLuise Show                              | Penny            | 1 odcinek                                                                             |